# Moulin de Jérusalem
Le moulin de Jérusalem est un moulin à vent de la commune de Goult, dans le département français de Vaucluse.

## Présentation
Le moulin de Jérusalem se situe sur les hauteurs du village, derrière le château, rue du Jeu de Paume. Il s'agit d'un moulin à blé de type tour. Le site offre une vue exceptionnelle sur la vallée du Calavon. 

### Historique
Les premiers moulins à vent sont attestés en Provence en 1180. Ils venaient en complément des moulins à eau qui, à Goult, se situaient sur le Calavon et l'Imergue.
Datant vraisemblablement de la fin du XVIIe siècle, le moulin de Jérusalem est mentionné pour la première fois en 1750, date à laquelle il figure sur la carte de Cassini sous le nom de « Tré Casteau » (hors du château). Il prend par la suite le nom du quartier dit de Jérusalem, sans doute en mémoire des croisades où allèrent guerroyer les seigneurs d'Agoult. 
Dès le début du XIIIe siècle, Raimond-Bérenger, comte de Provence et de Forcalquier, en reconnaissance des services rendus et de la fidélité des gens du lieu d'Agoult, donne et concède certains privilèges aux habitants et à leurs successeurs, notamment celui de pouvoir édifier des moulins à blé et des moulins à huile.
À Goult, à la famille d'Agoult succède celle de Sade puis de Donis, présente durant les XVIIe et XVIIIe siècles. Le dernier marquis de Donis réside à Goult jusqu'à sa mort en 1805. L'inventaire de ses biens fait mention d'un « vieux moulin avec ses dépendances », sans préciser s'il avait usé de son droit de banalité.  
Le moulin de Jérusalem est vendu en 1813 à Alexis Juillard par les héritiers du marquis de Donis. En 1818, il appartient à André Bernard, meunier à Goult, puis à la famille Michel en 1821. Il fonctionne jusqu'en 1919.
Les ruines du moulin et son site sont rachetés en 1950 par l'IGN à la famille Michel pour la somme de 200 francs. L'École nationale des sciences géographiques y installe son centre d'instruction pour l'astronomie. Un rapport de mission de l'ING indique que « le site est choisi compte tenu de la météorologie et de l'assurance de bénéficier d'un pourcentage élevé d'avoir des nuits claires et sans nuages ». Pendant plus de cinquante ans, il accueille chaque été plusieurs dizaines d'élèves ou de stagiaires, civils et militaires, de plus de cinquante nationalités différentes.
L'évolution des techniques, le GPS qui remplace d'astronomie de position, amène l'IGN à se séparer du moulin, qui est racheté en 1990 par la commune de Goult. Celle-ci entreprend sa restauration à l'identique qui se déroule de 1994 à 1998, réalisée avec la participation de chantiers de bénévoles venant de différents pays d’Europe et du Maghreb, sous l'égide de l’Association pour la Participation et l'Action Régionale (l'APARE). Le moulin ayant retrouvé son aspect d'antan est inauguré le 13 mai 1999. En 2006, son site est nommé officiellement « Aire des Astronomes ».